# Dicallaneura amabilis
Dicallaneura amabilis är en fjärilsart som beskrevs av Rothschild 1904. Dicallaneura amabilis ingår i släktet Dicallaneura och familjen Riodinidae. Inga underarter finns listade i Catalogue of Life.